# Salix weixiensis
Salix weixiensis — вид квіткових рослин із родини вербових (Salicaceae).

## Морфологічна характеристика
Це невелике дерево чи кущ до 7 метрів заввишки. Гілочки коричневі, голі; юнацькі гілочки тьмяно-коричневі, запушені, стаючи майже голими. Листкова ніжка 3–6 мм, запушена; листкова пластинка довго еліптично-ланцетної форми, 7.5–11 × 2.3–3 см, абаксіально бліда, адаксіально тьмяно-зелена, обидві поверхні голі чи запушені вздовж середньої жилки, густо запушені в молодості, край грубо-залозисто-пилчастий, верхівка довго загострена. Жіноча сережка циліндрична, 1.4–1.6 см, до 2 см у плоді. Жіноча квітка: зав'язь яйцювата чи довго-яйцювата, 1.5–2 × 1–1.6 мм, волосиста біля основи. Коробочка 2.8–4 мм, гола чи біля основи волосиста.

## Середовище проживання
Юньнань. Населяє хащі, змішані ліси; на висотах 1900–2600 метрів.